# Malta (Montana)
Malta – miasto w Stanach Zjednoczonych, w stanie Montana, w hrabstwie Phillips.